# Stade français (voetbal)
Stade français is een voetbalclub uit de Franse hoofdstad Parijs. De sportvereniging werd in 1883 gesticht en speelde in het begin vooral rugby, in 1900 kwam er ook een voetbalafdeling. De club speelt zijn thuiswedstrijden in het Stade Jean-Bouin.
De club speelde in de Parijse stadsliga in de vroege beginjaren maar werd overschaduwd door clubs als Standard AC Paris, Racing Club de Paris en Club français. Van 1942 tot 1968 was de club een profclub en speelde in de eerste klasse van 1946-1951, 1952-1954 en 1959-1967. Het beste resultaat in de eerste klasse is een 5de plaats.
In 1981 werd de club opnieuw een profclub maar dat draaide in 1985 op een financieel fiasco uit. Sindsdien hebben enkel de volleybal- en rugbyploeg van Stade français een goede naam.

## Naamsveranderingen
De club ging als Stade français door het leven tussen 1900-1942, 1943/44, 1945-1948, 1968-1981 en sinds 1985. In andere seizoenen had de club andere namen door onder andere fusies.
- Stade-CAP (1942/43)
- Stade Paris-Capitale (1944/45)
- Stade Red Star (1948-1950)
- Stade français FC (1950-1966)
- Stade de Paris FC (1966-1968)
- Stade français 92 (1981-1985)

## Stade français in Europa
#R = #ronde, T/U = Thuis/Uit, W = Wedstrijd, PUC = punten UEFA coëfficiënten .
Uitslagen vanuit gezichtspunt Stade Français
| Seizoen | Competitie           | Ronde | Land                                         | Club        | Totaalscore | 1e W    | 2e W    | PUC |
| ------- | -------------------- | ----- | -------------------------------------------- | ----------- | ----------- | ------- | ------- | --- |
| 1964/65 | Jaarbeursstedenbeker | 1R    | Vlag van Spanje (11 okt. 1945- 20 jan. 1977) | Real Betis  | 3-1         | 1-1 (U) | 2-0 (T) | 4.0 |
|         |                      | 2R    | Vlag van Italië                              | Juventus FC | 0-1         | 0-0 (T) | 0-1 (U) | 4.0 |
| 1965/66 | Jaarbeursstedenbeker | 1R    | Vlag van Portugal                            | FC Porto    | 0-1         | 0-0 (T) | 0-1 (U) | 1.0 |

Totaal aantal punten voor UEFA coëfficiënten: 5.0